# Builders of Egypt
Builders of Egypt (chiamato in origine Hard Ancient Life) è un videogioco strategico in tempo reale e gestionale ambientato nell'Antico Egitto in fase di produzione. Rappresenta il terzo gestionale cittadino ambientato nell'antico Egitto, dopo Faraon e il suo successore spirituale Immortal Cities: Children of the Nile. Lo sviluppo del gioco è in mano alla Strategy Labs, e che sarà pubblicato dalla PlayWay S.A. e dalla Creative Forge Games. La versione demo chiamata Prologue è uscita il 2 marzo 2020.

## Modalità di gioco
Ambientato nella valle del Nilo, il gioco permetterà al giocatore di ripercorrere tutta la storia dell'Egitto, dal periodo protodinastico fino alla morte di Cleopatra VII.
Gli aspetti più importanti del gioco sono legati all'abilità della gestione dell'insediamento e del suo sviluppo, con un'efficace rete stradale e un'efficiente costruzione degli edifici. Come governatore, il giocatore dovrà anche confrontarsi con scelte molto complesse da prendere, in un contesto di costanti cambiamenti politici, con eventi che includono spedizioni dispendiose, esigenze da parte del Faraone o delle città, minacce militari e diverse culture da gestire. Una serie di scelte errate potrebbe causare la perdita di partner commerciali (necessari infatti per vendere i beni prodotti dal giocatore) e ridurre l'interesse delle città da parte dei colonizzatori, o persino incorrere nell'ira del Faraone. Non bastasse, un'eccessiva disobbedienza ai governanti potrebbe sfociare in una guerra civile. È inoltre presente una mappa fuori dall'insediamento (tra l'altro molto più dinamica rispetto a Faraon) per condurre una politica estera tra guerre, diplomazie e commercio.
Ovviamente, come accade in Faraon, gli dei possono interferire con la vita quotidiana dei cittadini, che tra le altre cose dovranno sempre avere accesso ai luoghi di culto come santuari e templi; sarà possibile anche organizzare delle feste a tema per gli dei.

## Distribuzione
Il 2 marzo 2020 è stata distribuita sulle piattaforme digitali Steam e GOG.com la demo gratuita del gioco, chiamata Prologue, la quale rappresenta la prima missione della campagna e permetterà al giocatore di valutare lo stato attuale del progetto nel suo insieme. Tale demo non è più disponibile a partire dal 5 luglio dello stesso anno, bloccata da Steam e ora presente nell'archivio.

## Builders of Greece
Il 19 maggio 2020, è stato pubblicato un nuovo trailer su Builders of Greece; il gioco è in corso di pubblicazione da parte della CreativeForge Games, che ha lasciato la Strategy Labs ad occuparsi di Builders of Egypt.